# North West-derby
De North West-derby is de wedstrijd tussen rivalen Liverpool FC en Manchester United, de twee succesvolste voetbalclubs in Engeland. De clubs zijn afkomstig uit Liverpool en Greater Manchester, twee van de belangrijkste regio's in het gebied North West England. Beide clubs hebben ook een rivaliteit met een stadsgenoot: Liverpool FC heeft de Merseyside-derby met Everton FC en Manchester United heeft de Manchester-derby met Manchester City, maar de rivaliteit tussen Liverpool FC en Manchester United wordt gezien als een van de grootste ter wereld.

## Geschiedenis van de rivaliteit

### 1892–1945: Achtergrond, eerste ontmoeting en wedstrijdvervalsing
Tijdens de industriële revolutie groeide de stad Liverpool enorm door zijn haven aan de Ierse Zee. Aan het eind van de negentiende eeuw werd het Manchester Ship Canal gegraven, waardoor schepen niet langer bij Liverpool stopten, maar door voeren naar Greater Manchester. Dat was goed voor de handel in Greater Manchester en ging ten koste van geld en werkgelegenheid in Liverpool. In 1878 werd in Manchester de voetbalclub Manchester United opgericht onder de naam Newton Heath L & YR FC. In maart 1892, twee jaar voorafgaand aan de opening van het Manchester Ship Canal, werd in Liverpool de voetbalclub Liverpool FC opgericht. Newton Heath nam in 1892 voor het eerst deel aan de First Division en eindigde in zijn eerste twee seizoenen in die competitie als laatste, waardoor het tweemaal een play-off tegen degradatie ging spelen. De tweede keer was de tegenstander Liverpool FC, dat in zijn eerste twee seizoenen kampioen was geworden van de Lancashire League en de Second Division. Zodoende stonden Newton Heath en Liverpool FC op 28 april 1894, minder dan de maand voorafgaand aan de opening van het Manchester Ship Canal, voor het eerst tegenover elkaar. Liverpool FC won de wedstrijd met 2–0, waardoor Liverpool voor het eerst promoveerde naar het hoogste niveau en Newton Heath voor het eerst degradeerde. Een jaar later vond in de Second Division de tweede ontmoeting tussen beide clubs plaats. Liverpool FC won die wedstrijd met 7–1. Die uitslag werd pas in 2023 overtroffen.
Newton Heath veranderde zijn naam in 1902 naar Manchester United. Manchester United speelde op 19 februari 1910 zijn eerste wedstrijd op Old Trafford, tegen Liverpool FC. Voor 45.000 toeschouwers kwam Manchester United op een 3–0 voorsprong, maar Liverpool FC won toch met 4–3. Op Goede Vrijdag in 1915, vlak voordat er wegens de Eerste Wereldoorlog tot 1919 niet meer gespeeld werd, deed Manchester United mee in de onderste regionen toen het Liverpool FC trof. Manchester United won de wedstrijd gemakkelijk met 2–0, dankzij twee treffers van George Anderson, waardoor Manchester United zich handhaafde. Later bleek dat er sprake was van wedstrijdvervalsing. Jackie Sheldon speelde bij Liverpool FC, maar had een verleden bij Manchester United en was betrokken bij het schandaal.

### 1945–1969: Beide teams succesvol onder Busby en Shankly
Matt Busby speelde in de jaren voorafgaand aan de Tweede Wereldoorlog voor Liverpool FC, maar kreeg na de oorlog de kans om trainer te worden bij Manchester United. Onder zijn leiding werd Manchester United in 1952 landskampioen. De Busby Babes werden in 1956 en 1957 landskampioen. Op 6 februari 1958 vond het vliegramp van München plaats, waarbij acht spelers van Manchester United overleden. Busby overleefde de ramp en bouwde in de jaren 1960 aan een nieuw succesvol elftal. In de jaren 1960 streden Liverpool FC en Manchester United tegen elkaar om prijzen. Tussen 1963 en 1967 wist Liverpool FC of Manchester United ieder jaar de landstitel of de beker te winnen. Liverpool FC stond in die jaren onder leiding van Bill Shankly. In 1968 werd Manchester United het eerste Engelse team dat een finale van de Europacup I speelde. Die finale werd na een verlenging gewonnen tegen SL Benfica.

### 1969–1990: Dominantie Liverpool FC, hevigere rivaliteit
In de jaren 1970 werd de rivaliteit tussen beide teams heviger bij de opkomst van hooliganisme. In 1971 mocht Manchester United twee wedstrijden niet in zijn eigen Old Trafford spelen als straf voor hooliganisme. Manchester United speelde vervolgens eenmalig een thuiswedstrijd op Anfield, het stadion van Liverpool FC. Manchester United wist deze wedstrijd met 3–1 van Arsenal FC te winnen. Liverpool FC was onder leiding van Shankly succesvol, terwijl Manchester United geen opvolger voor Busby kon vinden en in 1974 degradeerde. Een jaar later keerde Manchester United weer terug naar het hoogste niveau. In 1974 verving Bob Paisley Shankly als trainer van Liverpool FC. Rond deze periode was de stad Liverpool een van de belangrijkste steden ter wereld qua cultuur en wist Liverpool FC goed te presteren. Liverpool FC was al landskampioen geworden toen het in 1977 tegenover Manchester United stond in de finale van de FA Cup. Manchester United won de wedstrijd met 2–1. Vier dagen later won Liverpool FC voor het eerst de Europacup I: in de finale werd er gewonnen van van Borussia Mönchengladbach. Door de FA Cup-finale te winnen, had Manchester United Liverpool FC ervan weerhouden de eerste Engelse ploeg te worden die de treble won.
Na de jaren '70 was Liverpool FC ook in de jaren '80 een van de grootste clubs in Europa. Het won tussen 1972 en 1990 elf landstitels en vier Europacups. In 1983 won Liverpool FC de finale van de League Cup met 2–1 van Manchester United. Voorafgaand aan een North West-derby op Anfield in februari 1986 werden spelers van Manchester United en trainer Ron Atkinson door supporters van Liverpool FC bespoten met traangas, waarna een aantal kinderen naar het ziekenhuis moesten worden gebracht. In april 1989 vond bij de halve finale van de FA Cup tussen Liverpool FC en Nottingham Forest de Hillsboroughramp plaats, waaraan 97 supporters stierven. Een jaar later won Liverpool FC zijn achttiende landstitel, een record in het Engelse voetbal, terwijl Manchester United nog op zeven landstitels stond. Ondanks de dominantie van Liverpool FC wist Liverpool FC in de jaren 1980 zelden onderlinge wedstrijden van Manchester United te winnen.

### 1990–2013: Dominantie Manchester United onder Ferguson
In 1986 had Manchester United Alex Ferguson aangesteld als trainer. Onder zijn leiding werd Manchester United in 1993, in het eerste seizoen van de Premier League, voor het eerst in 26 jaar Engels landskampioen. Manchester United ging als koploper de derby in januari 1994 in, terwijl Liverpool FC achtste stond en Manchester United kwam op een 3–0 voorsprong, maar Liverpool FC wist toch nog gelijk te spelen door doelpunten van Nigel Clough en Neil Ruddock. In 1996 werd de North West-derby gespeeld in de finale van de FA Cup. Éric Cantona maakte namens Manchester United het enige doelpunt van deze wedstrijd. Op 26 mei 1999 won Manchester United de UEFA Champions Leaguefinale door twee doelpunten in de blessuretijd tegen Bayern München. Daarmee werd Manchester United de eerste Engelse club die de treble won. Liverpool FC beëindigde in december 2000 tien jaren zonder zege op Old Trafford; een rake vrije trap van Danny Murphy leverde Liverpool FC de winst op. In 2003 scoorden Steven Gerrard en Michael Owen bij een 2–0 overwinning van Liverpool FC in de League Cup-finale.
Mijn grootste uitdaging was om Liverpool van zijn verdomde plek te slaan.— Alex Ferguson in september 2002.

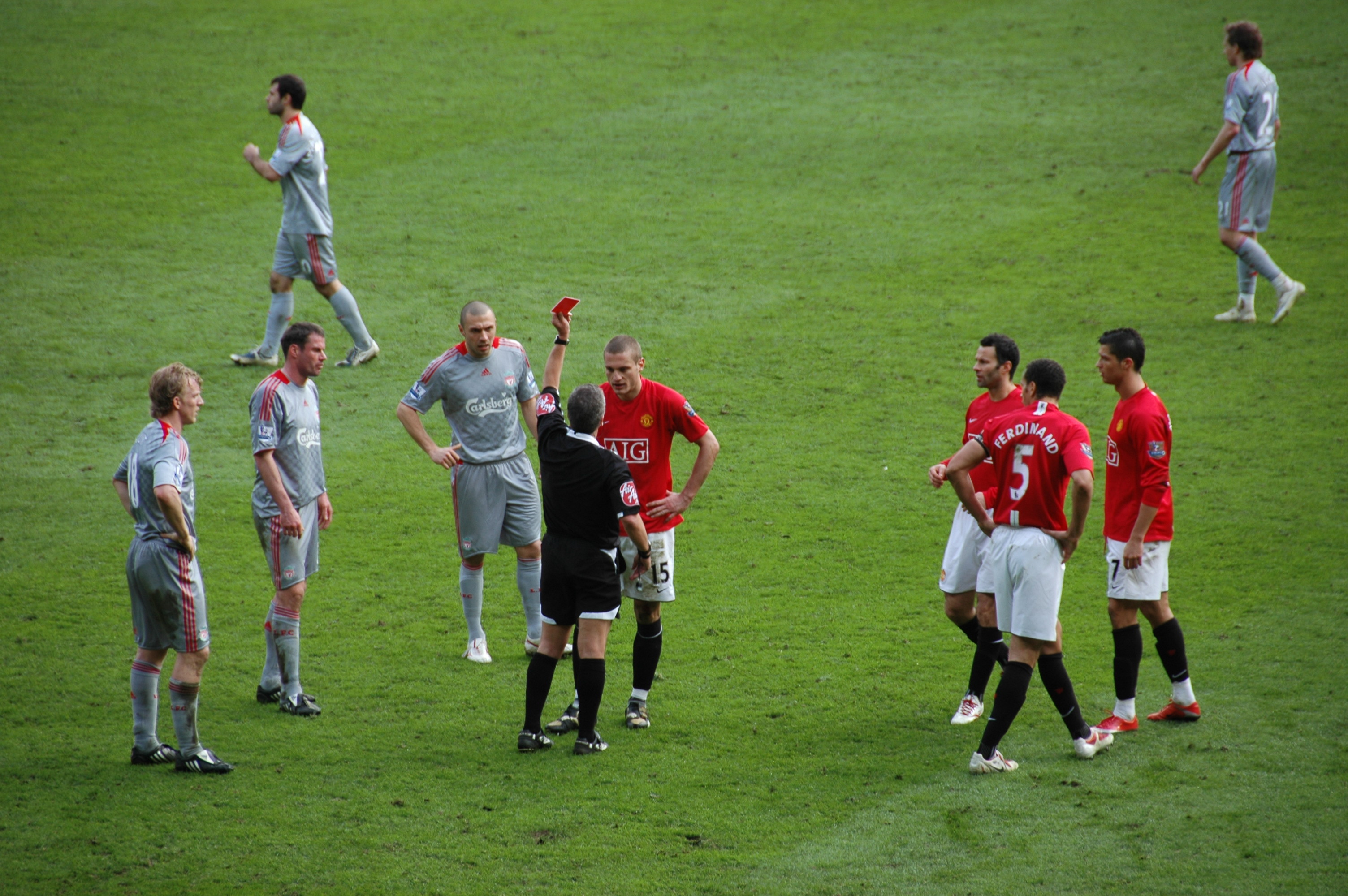
Nemanja Vidić krijgt rood in de North West-derby in maart 2009

In 2005 won Liverpool FC zijn vijfde Champions League-titel, na een comeback in de finale tegen AC Milan. In het seizoen 2008/09 eindigden beide clubs bovenaan en werd Manchester United landskampioen, met vier punten voorsprong op Liverpool FC. In het seizoen 2010/11 won Manchester United zijn negentiende landstitel, waarmee het Liverpool FC overtrof qua aantal landstitels. Bij een 1–1 gelijkspel op 15 oktober 2011 zou Luis Suárez van Liverpool FC zich racistisch geuit hebben tegenover Patrice Evra van Manchester United. Vervolgens kreeg Suárez van de FA een schorsing van acht wedstrijden en een boete van £ 40.000. Liverpool FC ontkende dat Suárez racistisch gedrag had vertoond. In 2013 won Manchester United zijn twintigste landstitel. Zo was in 21 jaar tijd sinds de oprichting van de Premier League Manchester United 13 keer en Liverpool FC geen enkele keer landskampioen geworden.

### 2013–heden: Klopp tegenover opvolgers Ferguson
Ik wil dat Manchester United verliest elke keer dat ze spelen. In de competitie, in de bekertoernooien. Ik wind me op als United wint en ben tevreden als het verliest. Ik zou liegen als ik anders zei. Ik weet zeker dat United-fans exact hetzelfde voelen voor Liverpool en ik zou dat niet veranderen. Maar ik kan niet doen alsof United niet briljante teams en spelers heeft gehad.— Jamie Carragher in 2015.

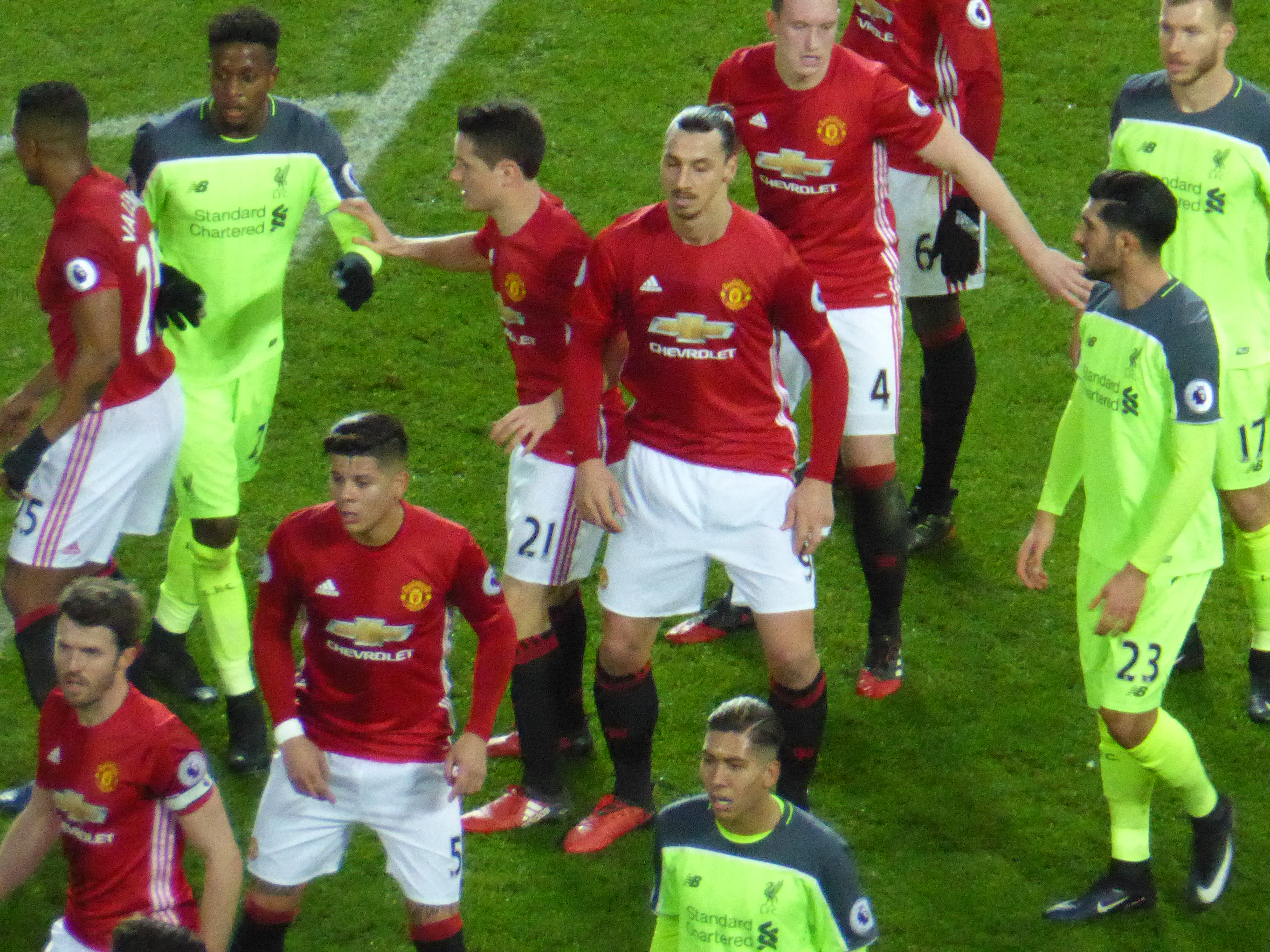
Spelers tijdens de North West-derby in januari 2017

In de zomer van 2013 nam Ferguson afscheid als trainer van Manchester United. Zijn eerste opvolgers konden steeds niet aan de verwachtingen voldoen. In maart 2015 won Manchester United met 2–1 op Anfield. In deze wedstrijd kreeg Steven Gerrard, de aanvoerder van de Liverpudlians, 38 seconden na zijn wissel een rode kaart voor een overtreding op Ander Herrera. Dat was de 35ste en laatste editie van de North West-derby die Gerrard speelde. Liverpool FC en Manchester United troffen elkaar in maart 2016 voor het eerst in internationaal verband, in de achtste finales van de UEFA Europa League. Liverpool FC won het tweeluik met 3–1 en bereikte later de finale, die het verloor van Sevilla FC. Onder leiding van Jürgen Klopp had Liverpool FC in 2019 de UEFA Champions League gewonnen en werd de club in 2020 voor het eerst in dertig jaar landskampioen, terwijl Manchester United sinds het afscheid van Ferguson nog droog stond qua landstitels.
In het seizoen 2021/22 won Liverpool FC twee keer de North West-derby ruim: 0–5 and 4–0. Mohamed Salah maakte in deze wedstrijden in totaal vijf doelpunten. De 0–5 was Liverpool FC's grootste overwinning ooit op bezoek bij Manchester United. Tijdens de 4–0 applaudisseerden fans van Liverpool FC voor Cristiano Ronaldo, een speler van Manchester United die die dag niet meespeelde door de dood van zijn pasgeboren zoon. Liverpool FC boekte op 5 maart 2023 de grootste zege ooit in de North West-derby. De wedstrijd op Anfield in de Premier League werd met 7–0 gewonnen, nadat Cody Gakpo, Darwin Núñez en Salah alle drie tweemaal trefzeker waren. Op 17 maart 2024 bereikte Manchester United ten koste van Liverpool FC de halve finales van de FA Cup na een late gelijkmaker en nadat Manchester United een achterstand in de verlenging omdraaide (4–3), waarna Manchester United de FA Cup won. In de zomer van 2024 stopte Klopp als hoofdtrainer bij Liverpool FC, waarna de derby met Arne Slot en Erik ten Hag eenmalig twee Nederlandse trainers kende: Liverpool FC won in september 2024 met 0–3 en zou uiteindelijk dat seizoen de Premier League winnen, waarmee het met twintig landstitels Manchester United evenaarde.

## Statistieken

Vergelijking van de eindklasseringen van Liverpool FC en Manchester United in de Engelse voetbalcompetitie

### Overzicht
In onderstaand tabel staan de historische resultaten van de North West-derby.
| Competitie         | Wed. | LIV | G  | MUN | Doelpunten | Doelpunten |
| Competitie         | Wed. | LIV | G  | MUN | LIV        | MUN        |
| ------------------ | ---- | --- | -- | --- | ---------- | ---------- |
| Competitie         | 184  | 62  | 53 | 69  | 252        | 246        |
| Nationale beker    | 24   | 7   | 4  | 13  | 29         | 38         |
| Nationale supercup | 5    | 1   | 3  | 1   | 5          | 6          |
| Internationaal     | 2    | 1   | 1  | 0   | 3          | 1          |
| Overig             | 1    | 1   | 0  | 0   | 2          | 0          |
| Totaal             | 216  | 72  | 61 | 83  | 291        | 290        |

### Meeste wedstrijden
De spelers in onderstaand tabel speelden de meeste edities van de North West-derby.
| №  | Speler          | Club | Wed. | Periode              |
| -- | --------------- | ---- | ---- | -------------------- |
| 1. | Ryan Giggs      | MUN  | 48   | 1990–2014            |
| 2. | Steven Gerrard  | LIV  | 35   | 1998–2015            |
| 3. | Jamie Carragher | LIV  | 33   | 1996–2013            |
| 3. | Paul Scholes    | MUN  | 33   | 1993–2013            |
| 5. | Ian Rush        | LIV  | 32   | 1980–1987, 1988–1996 |

### Topscorers
De spelers in onderstaand tabel maakten de meeste doelpunten in de North West-derby.
| №  | Speler          | Club | Goals | Periode    |
| -- | --------------- | ---- | ----- | ---------- |
| 1. | Mohamed Salah   | LIV  | 16    | 2017–heden |
| 2. | Steven Gerrard  | LIV  | 9     | 1998–2015  |
| 2. | Sandy Turnbull  | MUN  | 9     | 1906–1915  |
| 2. | George Wall     | MUN  | 9     | 1906–1919  |
| 5. | Stan Pearson    | MUN  | 7     | 1936–1954  |
| 5. | Marcus Rashford | MUN  | 7     | 2015–heden |

### Hattricks
De spelers in onderstaande tabel maakten een hattrick in een North West-derby.
| №   | Speler           | Club | Datum      | Uitslag |
| --- | ---------------- | ---- | ---------- | ------- |
| 01. | Jack Peters      | MUN  | 02-11-1895 | 5–2     |
| 02. | Sam Raybould     | LIV  | 22-04-1905 | 4–0     |
| 03. | Sandy Turnbull   | MUN  | 07-09-1907 | 4–0     |
| 04. | Bill McPherson   | LIV  | 25-03-1908 | 7–4     |
| 05. | Dick Forshaw     | LIV  | 19-09-1925 | 5–0     |
| 06. | Joe Spence       | MUN  | 05-05-1928 | 6–1     |
| 07. | Fred Howe        | LIV  | 21-11-1936 | 5–2     |
| 08. | Stan Pearson     | MUN  | 11-09-1946 | 5–0     |
| 09. | Peter Beardsley  | LIV  | 16-09-1990 | 4–0     |
| 10. | Dimitar Berbatov | MUN  | 19-09-2010 | 3–2     |
| 11. | Dirk Kuijt       | LIV  | 06-03-2011 | 3–1     |
| 12. | Mohamed Salah    | LIV  | 24-10-2021 | 5–0     |

### Wedstrijden met minstens vijf doelpunten verschil
Zes keer wist een team met minstens vijf doelpunten verschil de derby te winnen:
- 12-08-1895: LIV 7–1 MUN (Second Division)
- 19-09-1925: LIV 5–0 MUN (First Division)
- 05-05-1928: MUN 6–1 LIV (First Division)
- 11-09-1946: MUN 5–0 LIV (First Division)
- 22-10-2021: MUN 0–5 LIV (Premier League)
- 05-03-2023: LIV 7–0 MUN (Premier League)

## Erelijst
Op internationaal niveau is de geschiedenis van Liverpool FC succesvoller dan die van Manchester United: Liverpool FC won vaker de UEFA Champions League, de UEFA Cup en de UEFA Super Cup. Liverpool FC was lang ook nationaal het meest succesvol met de meeste landstitels, maar moest sinds de oprichting van de Premier League in 1992 28 jaar wachten op zijn eerste landstitel, terwijl Manchester United in de tussentijd 13 keer landskampioen werd. Per 2025 zijn beide clubs gedeeld recordhouder met 20 landstitels. Manchester United won enkele keren vaker dan Liverpool FC de FA Cup, maar Liverpool FC is iets succesvoller in de EFL Cup.
| Competitie            | Liverpool FC | Liverpool FC                                                                                               | Manchester United | Manchester United |
| Competitie            | Aantal       | Jaren | Aantal            | Jaren |
| Wereldwijd            | Wereldwijd   | Wereldwijd                                                                                                 | Wereldwijd        | Wereldwijd |
| --------------------- | ------------ | --- | ----------------- | --- |
| Wereldbeker           | 0            | | 1                 | 1999 |
| Wereldkampioenschap   | 1            | 2019 | 1                 | 2008 |
| Totaal                | 1            | 1 | 2                 | 2 |
| Continentaal          |              | |                   | |
| UEFA Champions League | 6            | 1977, 1978, 1981, 1984, 2005, 2019                                                                         | 3                 | 1968, 1999, 2008 |
| UEFA Europa League    | 3            | 1973, 1976, 2001                                                                                           | 1                 | 2017 |
| Europacup II          | 0            | | 1                 | 1991 |
| UEFA Super Cup        | 4            | 1977, 2001, 2005, 2019                                                                                     | 1                 | 1991 |
| Totaal                | 13           | 13 | 6                 | 6 |
| Nationaal             |              | |                   | |
| First Division        | 18           | 1901, 1906, 1922, 1923, 1947, 1964, 1966, 1973, 1976, 1977, 1979, 1980, 1982, 1983, 1984, 1986, 1988, 1990 | 7                 | 1908, 1911, 1952, 1956, 1957, 1965, 1967                                                                                         |
| Premier League        | 2            | 2020, 2025                                                                                                 | 13                | 1993, 1994, 1996, 1997, 1999, 2000, 2001, 2003, 2007, 2008, 2009, 2011, 2013                                                     |
| FA Cup                | 8            | 1965, 1974, 1986, 1989, 1992, 2001, 2006, 2022                                                             | 13                | 1909, 1948, 1963, 1977, 1983, 1985, 1990, 1994, 1996, 1999, 2004, 2016, 2024                                                     |
| League Cup            | 10           | 1981, 1982, 1983, 1984, 1995, 2001, 2003, 2012, 2022, 2024                                                 | 6                 | 1992, 2006, 2009, 2010, 2017, 2023                                                                                               |
| Community Shield      | 16           | 1964*, 1965*, 1966, 1974, 1976, 1977*, 1979, 1980, 1982, 1986*, 1988, 1989, 1990*, 2001, 2006, 2022        | 21                | 1908, 1911, 1952, 1956, 1957, 1965*, 1967*, 1977*, 1983, 1990*, 1993, 1994, 1996, 1997, 2003, 2007, 2008, 2010, 2011, 2013, 2016 |
| Second Division       | 4            | 1894, 1896, 1905, 1962                                                                                     | 0                 | |
| Super Cup             | 1            | 1986 | 0                 | |
| Totaal                | 59           | 59 | 60                | 60 |
| Totaal                | 73           | 73 | 68                | 68 |

## Overlopers
Sinds de Tweede Wereldoorlog komt het zelden voor dat een speler voor zowel Liverpool FC als Manchester United speelt. Anno 2023 hebben negen spelers een directe transfer tussen beide clubs gemaakt, waarvan Phil Chisnall als laatste, in 1964. Nog nooit trainde een trainer bij zowel Liverpool FC als Manchester United.

### Van Liverpool FC naar Manchester United
1. 1903: Tommy Robertson – speelde tussendoor bij andere clubs
2. 1909: George Livingstone – speelde tussendoor bij andere clubs
3. 1912: Tom Chorlton – directe transfer
4. 1920: Tom Miller – directe transfer
5. 1929: Tommy Reid – directe transfer
6. 1938: Ted Savage – directe transfer
7. 1938: Allenby Chilton – directe transfer
8. 1945: Matt Busby – directe overstap, was speler bij Liverpool FC, werd trainer bij Manchester United
9. 1972: Ted MacDougall – speelde tussendoor bij andere clubs
10. 2009: Michael Owen – speelde tussendoor bij andere clubs

### Van Manchester United naar Liverpool FC
1. 1913: Jackie Sheldon – directe transfer
2. 1921: Fred Hopkin – directe transfer
3. 1928: Neil McBain – spelde tussendoor bij andere clubs
4. 1954: Thomas McNulty – directe transfer
5. 1964: Phil Chisnall – directe transfer
6. 1987: Peter Beardsley – speelde tussendoor bij andere clubs
7. 1995: Stephen Pears – speelde tussendoor bij een andere club
8. 1997: Paul Ince – speelde tussendoor bij een andere club